# Jean-Michel Palmier
Pour les articles homonymes, voir Palmier (homonymie).
Jean-Michel Palmier, né le 19 novembre 1944 et mort le 20 juillet 1998, est un essayiste français, spécialiste de l'Allemagne, notamment des courants expressionnistes sous la république de Weimar.

## Biographie
Jean-Michel Palmier a enseigné à l’université Paris VIII ainsi qu'à l'université Panthéon-Sorbonne dans le domaine de l'histoire de l'art. Il est également l'auteur d'études sur Martin Heidegger, Herbert Marcuse, Walter Benjamin ou Ernst Jünger. Il a été un collaborateur régulier du Monde des livres, du Magazine littéraire et du Monde diplomatique.

## Publications

### Ouvrages
- Wilhelm Reich, la révolution sexuelle entre Marx et Freud, Paris, L’Esprit du temps, 2013   (ISBN 978-2-84795-244-5)
- Les Écrits politiques de Heidegger, Paris, L’Herne, 2016  (ISBN 978-2-85197-467-9)
- Walter Benjamin, un itinéraire théorique, Paris, Les Belles Lettres et Klincksieck, 2010, 544 p.  (ISBN 978-2-251-20004-0)
- Sur l'expressionnisme, conférence, Le bleu du ciel, 2009, 106 p. + 3cd
- Rêveries d'un montreur d'ombres, Paris, Christian Bourgois, 2007, 103 p.  (ISBN 978-2-267-01950-6)
- Walter Benjamin, le chiffonnier, l'ange, et le petit bossu, Paris, Klincksieck, 2006, 964 p.  (ISBN 978-2-252-03591-7)
- Fragments sur la vie mutilée, coll. « 11/24 », Sens & Tonka, 1999, 60 p.  (ISBN 978-2-910170-83-7)
- Retour à Berlin, Paris, Payot, 1997, 307 p.  (ISBN 978-2-228-89066-3)
- Ernst Jünger, rêveries sur un chasseur de cincidèles, Paris, Hachette, 1996
- À gauche à la place du cœur, avec Leonhard Frank, PUG, 1992, 223 p.
- Weimar en exil : le destin de l'émigration intellectuelle allemande antinazie en Europe et aux États-Unis, 2 vol., Paris, Payot, 1988, 1007 p. Prix Eugène-Piccard de l'Académie française.
- Trakl, Paris, Belfond, coll. « Les dossiers Belfond », 1987, 477 p.
- Piscator et le théâtre politique, avec Maria Piscator, Paris, Payot, 1983, 212 p.
- Thomas Mann et la psychanalyse, avec Jean Finck, Paris, Les Belles Lettres, 1982, 216 p.
- L'Expressionnisme et les arts, Paris, Payot Prix Durchon-Louvet de l’Académie française.
  1. « Portrait d'une génération », 1979
  2. « Peinture — Théâtre — Cinéma », 1980  (ISBN 2-228-12630-6)
- L'Expressionnisme comme révolte. Contribution à l'étude de la vie artistique sous la République de Weimar, I. « Apocalypse et révolution », Paris, Payot 1978
- Berliner requiem, Paris, Galilée, 1976
- Lénine, l'art et la révolution, Paris, Payot, 1975, 560 p.
- Marcuse et la nouvelle gauche, Paris, Belfond, 1973
- Lacan, Éditions universitaires, 1970, 156 p.
- Wilhelm Reich. Essai sur la naissance du freudo-marxisme, Paris, UGE, coll. « 10/18 », 1969
- Présentation d'Herbert Marcuse, Paris, UGE, coll. « 10/18 », 1969
- Sur Marcuse coll. « 10/18 », Paris, UGE, 1969, 183 p.
- Hegel, Paris, Éditions universitaires, coll. « Classiques du XXe siècle », 1968

### Préfaces
- Éric Haviland, Kostas Axelos : une vie pensée, une pensée vécue, L'Harmattan, 1995  (ISBN 2-7384-2844-4)
- Klaus Mann, Le Tournant, coll. « 10/18 », 2001
- Béla Balázs, L'Esprit du cinéma, Payot, 1977
- Franz Hessel, Promenades dans Berlin, PUG, 1989